# Regió eclesiàstica Basilicata

La regió de la Basilicata al territori italià

La regió eclesiàstica Basilicata  és una de les setze regions eclesiàstiques en les quals està dividit el territori de l'Església catòlica a Itàlia. El seu territori es correspon al territori de la regió administrativa de la Basilicata de la República Italiana.

## Història
La Regió eclesiàstica Basilicata va ser constituïda mitjançant el decret Eo quod spirituales de la Congregació per als Bisbes del 12 de setembre de 1976, amb el qual es va suprimir la regió pastoral Lucana-Salernitana, creada el 1889, i la seva Conferència episcopal.

## La regió eclesiàstica avui

### Estadístiques
Superfície in km²: 9.970

Habitants: 605.942

Parròquies: 270

Nombre de sacerdots seculars: 327

Nombre de sacerdots regulars: 86

Nombre de diaques permanents: 38

### Subdivisions
La regió eclesiàstica està composta per sis diòcesis, repartides:
- arquebisbat de Potenza-Muro Lucano-Marsico Nuovo, metropolitana, que té com a sufragànies:
  - arquebisbat d'Acerenza
  - arquebisbat de Matera-Irsina
  - bisbat de Melfi-Rapolla-Venosa
  - bisbat de Tricarico
  - bisbat de Tursi-Lagonegro

### Conferència episcopal Lucana
- President: Agostino Superbo, arquebisbe de Potenza-Muro Lucano-Marsico Nuovo
- Vicepresident: Salvatore Ligorio, arquebisbe de Matera-Irsina
- Secretari: Gianfranco Todisco, bisbe de Melfi-Rapolla-Venosa

## Diòcesis lucanes suprimides
- bisbat d'Anglona
- bisbat de Grumento Nova
- bisbat de Lavello
- bisbat de Satriano